# Area metropolitana di Yuma
L'area metropolitana di Yuma, come definito dallo United States Census Bureau, è un'area composta da una singola contea – Yuma – ancorata alla città di Yuma. Al censimento del 2000, l'area metropolitana aveva una popolazione di 160.026 abitanti (anche se al 1º luglio 2009 la popolazione era stimata in 196.972 abitanti).

## Comunità

### City
- San Luis
- Somerton
- Yuma (città principale)

### Town
- Wellton

### Census-designated places
Nota: Tutti i census-designated place non sono incorporati.
- Fortuna Foothills
- Gadsden
- Tacna

### Luoghi non incorporati
- Dateland
- Hyder
- Mohawk
- Roll

| Controllo di autorità | VIAF (EN) 315530611 |